# Чапаев с нами
«Чапа́ев с на́ми» — короткометражный агитационный фильм, премьера которого состоялась в СССР в самом начале Великой Отечественной войны — 31 июля 1941 года.

## Сюжет
Осенью 1919 года, в трагической переправе через Урал у Лбищенска, Чапаев уходит от пулемётного огня, выбирается на берег и попадает в лето 1941 года. Его встречают два красноармейца — конник и танкист. «Ну, чего у вас тут? Опять немцы полезли?» — обращается к ним Василий Иванович. Получив утвердительный ответ, надевает папаху с буркой и командует: «По ко́ням!»
Далее, на фоне развевающегося знамени, следует пламенная речь, как бы обращённая к частям РККА, выстроенным для парада на Красной площади. Из неё зритель узнаёт, что Чапаев бил врага, несмотря на плохое материальное обеспечение — «Было по одной винтовке на троих!».
А в начавшейся войне вопрос поставлен ребром: «Либо они нас, либо мы их!», но и ситуация в армии кардинально поменялась: «Великолепное у вас оружие. С такой ору́жией ничего не страшно. Великолепные у вас бойцы. Поди, у каждого сапоги есть!»
Мимо Чапаева, печатным шагом в парадном строю проходят войска.
В завершении следует призыв: «Так деритесь всегда, как мы драли́сь! Или нет! Ещё лучше деритесь! Не давайте пощады врагу, а я проклинаю его чапаевским проклятьем. И помните бойцы, Чапаев всегда с вами! Вперёд!».
В конце, под бравурную музыку III части (Allegro molto vivace) Шестой симфонии П. И. Чайковского, идёт нарезка из документальной кинохроники предвоенных манёвров Красной армии.

## В роли
| Актёр                    | Роль                    |
| ------------------------ | ----------------------- |
| Борис Андреевич Бабочкин | Василий Иванович Чапаев |